# (70030) Margaretmiller
(70030) Margaretmiller est un astéroïde de la ceinture principale, de la famille de Hungaria.

## Description
(70030) Margaretmiller est un astéroïde de la ceinture principale, de la famille de Hungaria. Il présente une orbite caractérisée par un demi-grand axe de 1,95 UA, une excentricité de 0,09 et une inclinaison de 17,0° par rapport à l'écliptique.

## Compléments